# Costaros
Costaros là một xã thuộc tỉnh Haute-Loire nam trung bộ nước Pháp. Xã Costaros nằm ở khu vực có độ cao trung bình 1074 mét trên mực nước biển.
Theo điều tra dân số năm 1999 của INSEE Costaros có dân số 549 người.